# شهرستان بوگاتوفسکی
شهرستان بوگاتوفسکی (به لاتین: Bogatovsky District) یک شهرستان در روسیه است که در استان سامارا واقع شده‌است.